# Mésa Didýma
Mésa Didýma (Mesa Dhidhima, Mesa Didyma) är en ort i Grekland.   Den ligger i prefekturen Chios och regionen Nordegeiska öarna, i den östra delen av landet, 210 km öster om huvudstaden Aten. Mésa Didýma ligger 173 meter över havet och antalet invånare är 168. Den ligger på ön Chios.
Terrängen runt Mésa Didýma är kuperad åt nordväst, men åt sydost är den platt. Havet är nära Mésa Didýma åt sydost.  Närmaste större samhälle är Chios, 11,4 km nordost om Mésa Didýma. 